# Tour della nazionale maschile di rugby a 15 dell'Inghilterra 2017

## Risultati

### Il prologo con i Barbarians
| Arbitro: | Andrew Brace |

|                                |      |                              |
| Earle 16’ Isiekwe 67’ Care 80’ | mt   | 42’ Ashley-Cooper 76’ Tekori |
| G. Ford 16’, 67’               | tr   | 42’, 76’ Madigan             |
| G. Ford 30’, 40’, 47’          | c.p. |                              |

### Itest match
| Arbitro: | Nigel Owens |

|                                                       |      |                                            |
| Boffelli 7’ Lavanini 36’ de la Fuente 50’ Tuculet 52’ | mt   | 30’ Yarde 46’ May 64’ G. Ford 78’ Solomona |
| Sánchez 7’, 36’, 50’, 52’                             | tr   | 30’, 46’, 78’ G. Ford                      |
| Sánchez 40’                                           | c.p. | 16’, 26’, 42’, 62’ G. Ford                 |
| Hernández 76’                                         | drop |                                            |

| Arbitro: | John Lacey |

|                                    |      |                                           |
| Tuculet 8’ Matera 52’ Boffelli 59’ | mt   | 5’ Ewels 31’ Francis 56’ Care 65’ Collier |
| Sánchez 8’, 59’                    | tr   | 5’, 56’, 65’ G. Ford                      |
| Sánchez 15’, 19’                   | c.p. | 11’, 29’ G. Ford                          |
|                                    | drop | 74’ G. Ford                               |